# José Vives Borrás
José Vives Borrás (Morella, 1 de març de 1952) és un empresari i polític valencià, diputat en les tres primeres legislatures de les Corts Valencianes i alcalde de Morella.

## Trajectòria
Empresari ramader, fou president comarcal d'Alianza Popular dels Ports de 1979 a 1991 i vicepresident regional de 1985 a 1988. Quan AP es convertí en Partit Popular en fou nomenat membre del consell executiu provincial i regional.
Fou elegit diputat dins les files d'Alianza Popular per la circumscripció de Castelló a les eleccions a les Corts Valencianes de 1983, 1987 i 1991. Ha estat secretari de la Comissió de Medi Ambient (1991-1995) de les Corts Valencianes. A les eleccions municipals espanyoles de 1987 fou escollit alcalde de Morella, càrrec que va ocupar fins a 1991.